# Сили (Тексас)
Сили (енгл. Sealy) град је у америчкој савезној држави Тексас. По попису становништва из 2010. у њему је живело 6.019 становника.

## Демографија
Према попису становништва из 2010. у граду је живело 6.019 становника, што је 771 (14,7%) становника више него 2000. године.
| Група             | 2000.         | 2010.         |
| Белци             | 2.908 (55,4%) | 2.873 (47,7%) |
| Афроамериканци    | 673 (12,8%)   | 731 (12,1%)   |
| Азијати           | 29 (0,6%)     | 44 (0,7%)     |
| Хиспаноамериканци | 1.597 (30,4%) | 2.319 (38,5%) |
| Укупно            | 5.248         | 6.019         |